# Venetië zien...
Venetië zien... is het negende album uit de stripreeks Largo Winch, waarin de jonge Joegoslaaf Largo Winch een van corruptie doordrenkt miljardenbedrijf van zijn adoptievader erft. Het vormt qua verhaal een geheel met het volgende album, ... en sterven, en speelt zich grotendeels in Italië af.
Het stripverhaal is gebaseerd op een roman van Jean Van Hamme uit 1978 uit de gelijknamige romanreeks, Le Dernier des Doges, met eigentijdse aanpassingen in de verhaallijn zoals het gebruik van internet.

## Verhaal
Aan het begin van het verhaal krijgt een Amerikaan genaamd Cedric Haynes een onbekende opdracht van iemand die zich "Mr. Brown" noemt.
Enige tijd later krijgt Largo Winch van Francesco II Leridan, de doge van Venetië, een uitnodiging om naar diens jaarlijks historisch gekostumeerd bal te komen, samen met het verzoek om wat geld over te maken om het cultureel erfgoed te subsidiëren. Largo besluit om wat geld over te maken, maar niet naar het evenement te gaan. Vanuit Italië stuurt een voormalig medevoorzitter van Groep W een fax naar de Winch Building in New York waarin staat: "Largo Winch, pas op voor de doge en voor...". De man heeft het bericht niet af kunnen maken omdat hij ter plekke is doodgeschoten. Net als de fax in de Winch Building arriveert, meldt zich hier een nieuwe medewerker. Het is een jongeman met een Italiaans uiterlijk die zich Marchini noemt. Marchini wil de fax koste wat kost onderscheppen en vermoordt twee van Winch' secretaresses als die hem betrappen. Hij wordt zelf uiteindelijk op het dak van de Winch Building vermoord door Tyler, de majordomus die net bij Winch is komen werken.
Inmiddels is men in de Winch Building bezig zich voor te bereiden op de onderhandelingen over een met oliemaatschappij Woilco te sluiten deal, die de daaropvolgende week zouden worden gehouden. Hierbij werden meer royalty's geboden dan volgens het oliekartel is toegestaan. Een van de vroegere medewerkers van Groep W, Robert Cotton, is tegenwoordig de hoofdman van de Cartel Agreement Society Protection Entity (CASPE), het orgaan dat in het geheim toezicht houdt op het kartel. Omdat CASPE voor de wet niet bestaat, kan het alle mogelijke middelen, legaal of illegaal, aanwenden om overeenkomsten, die strijdig met het kartel zijn, te verhinderen. Deze toestand is ietwat zorgelijk aangezien Cotton allang van de te sluiten deal op de hoogte is en verder natuurlijk ook heel veel weet over Groep W. Daar komt ook nog eens bij dat Cotton vanwege hun gezamenlijke verleden een flinke persoonlijke wrok jegens Winch heeft en daarom niet zal aarzelen om Largo als dat maar even kan een flinke hak te zetten. Largo besluit desondanks toch naar Italië te gaan, want het is duidelijk dat er met betrekking tot de doge iets vreemds aan de hand is. Hij kan dus niet zelf bij de vergadering van de daaropvolgende week aanwezig zijn. Tyler, die door Largo inmiddels als een van zijn vertrouwelingen wordt gezien, reist met hem mee.
Inmiddels besluit Largo's oude vriendin Charity Atkinson definitief met Largo te breken, onder meer omdat ze biseksueel is. Ze gaat een lesbische vriendin in Italië opzoeken, Domenica Leone. Als de twee vrouwen later op een terras in Venetië zitten, wordt Charity door onbekende mannen in een helikopter ontvoerd. Domenica herkent de ontvoerders van Charity: het zijn dezelfde mannen die Domenica eerder in haar atelier hebben aangevallen en zich toen uitgaven voor een groep bekende terroristen, die kort daarvoor een aanslag op een rijke Italiaanse bankier hadden gepleegd. Largo, die inmiddels ook in Italië is gearriveerd, besluit Charity koste wat kost terug te vinden.